# 托里亚克 (洛特省)
托里亚克（法語：Tauriac，法語發音：[toʁjak]）是法国洛特省的一个市镇，属于菲雅克区。

## 地理
托里亚克（44°54'23"N, 1°46'33"E）面积8.23 平方千米，位于法国奧克西塔尼大區洛特省，该省份为法国西南部内陆省份，北起顺时针与科雷兹省、康塔爾省、阿韦龙省、塔恩-加龙省、洛特-加龍省和多尔多涅省接壤。
与托里亚克接壤的市镇（或旧市镇、城区）包括：比亚克、利乌德尔、贝塔耶、卡雷纳克、然特拉克、日拉克、普吕多马、皮布兰。

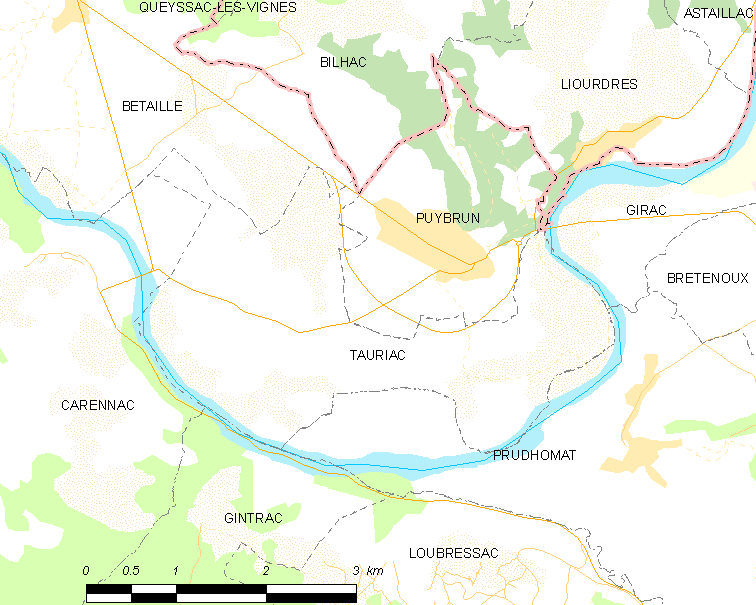
的OSM定位图

托里亚克的时区为UTC+01:00、UTC+02:00（夏令时）。

## 行政
托里亚克的邮政编码为46130，INSEE市镇编码为46313。

## 政治
托里亚克所属的省级选区为塞尔-塞加拉县。

## 人口

1962-2008年间人口变化图示

托里亚克于2022年1月1日时的人口数量为464人。